# Гильош

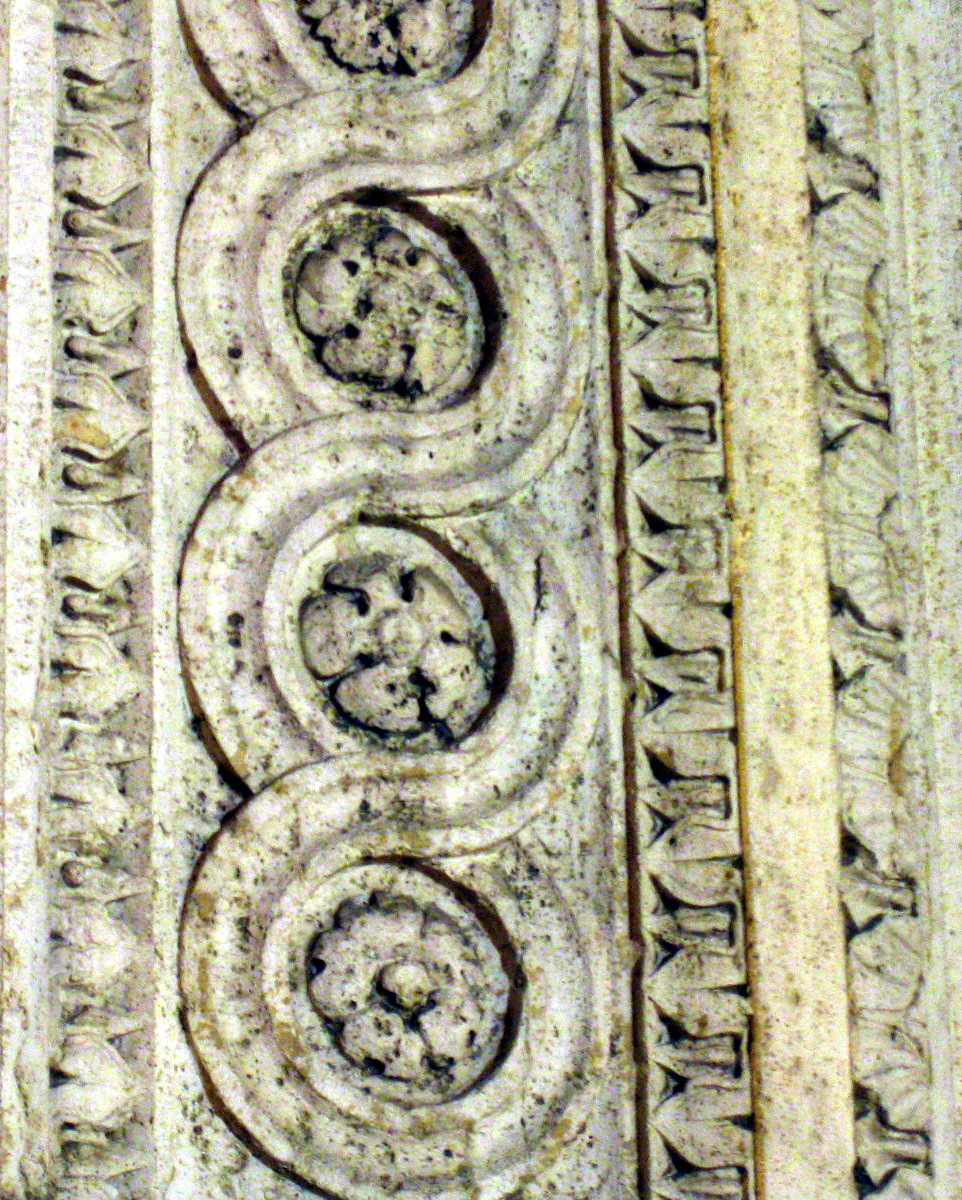
Гильош на арке входа в храм Сан-Сальваторе ин Лауро, Рим

Гильо́ш (от фр. guilloché — узор из волнистых линий), гильотировка — орнамент в виде густой сети волнистых фигурных линий, переплетающихся между собой. Активно использовался для лепных украшений в классической архитектуре. Гильоши встречаются в романской архитектуре, архитектуре ренессанса и неоклассицизма. Также эта техника активно используется в ювелирном деле.
В полиграфии технику гильоша (наравне с тангирной сеткой) используют для защиты ценных бумаг от подделок. В наши дни для построения гильошей используют компьютеры, а ранее использовали специальные гильоширные машины. Самую простую гильоширную машину продавали в СССР как детскую игрушку «Спирограф».
Гильош-элементами могут быть защитные сетки, розетты, бордюры, виньетки и уголки. Гильош может быть как симметричным, так и асимметричным по своему дизайну. Согласно существующим нормативам, гильоширные элементы должны занимать не менее 70 % площади ценных бумаг. Причём из этой площади большая часть должна содержать многоцветные гильоширные композиции. Гильоширную композицию невозможно воспроизвести на цифровом множительном аппарате, поскольку очень маленькая толщина (40-70 мкм) и постоянно меняющаяся кривизна каждой линии создают непреодолимые препятствия перед рисующим блоком с недостаточной на сегодняшний день разрешающей способностью. Повторить гильоширную композицию, полученную методом ирисовой печати, когда ко всем сложностям добавляется ещё плавно и произвольно меняющийся цвет каждой линии, невозможно другими способами (офсет, трафарет, высокая или глубокая печать). Поддельная линия получится либо непрерывной, но монохромной, либо меняющей цвет, но прерывистой, состоящей из растровых точек. Выдержать оба требования одновременно не получится. Кроме всего прочего, даже монохромные гильоширные элементы сложны для сканирования, так как нередко содержат повторяющиеся периодические элементы, способные загрузить огромные массивы памяти и затруднить работу компьютера. Существуют специальные векторные программы, мгновенно вычерчивающие необходимые линии и композиции по заданным математическим формулам.
Гильоширование применяется в декорировании ювелирных изделий. На ювелирный металл наносят гильош, далее покрывают эмалью. Такой способ декорирования усиливает игру света на ювелирном изделии. Изначально гильош наносился штихелем или иным инструментом. В современном ювелирном искусстве используется как ручной труд, так и машинное гильоширование.
Среди антикваров существует мнение, что наивысшего мастерства достигла фирма Фаберже. Мастера гравировали золото и серебро «муаром», «лучами», «колоском» или «волной». После этого они покрывали предмет тонким слоем прозрачной эмали нежных оттенков.

## Галерея

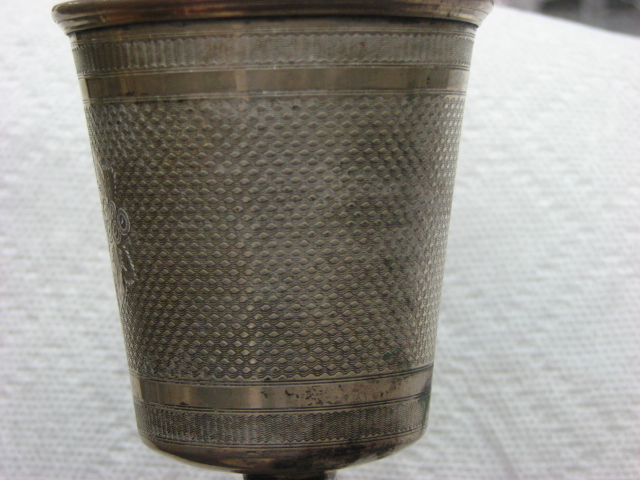
Гильоширная работа без эмали
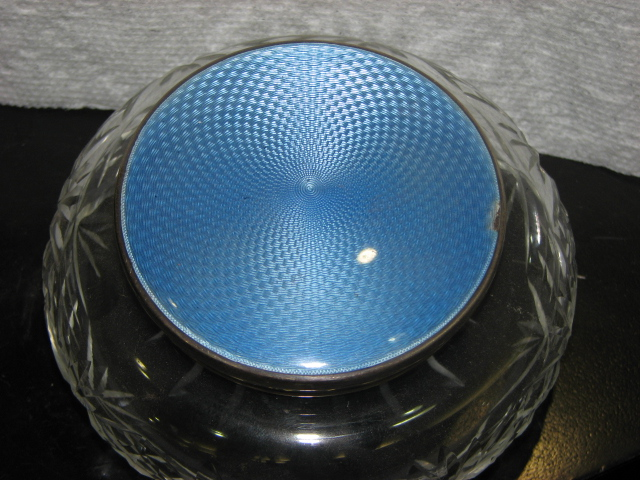
Гильоширная работа на эмали
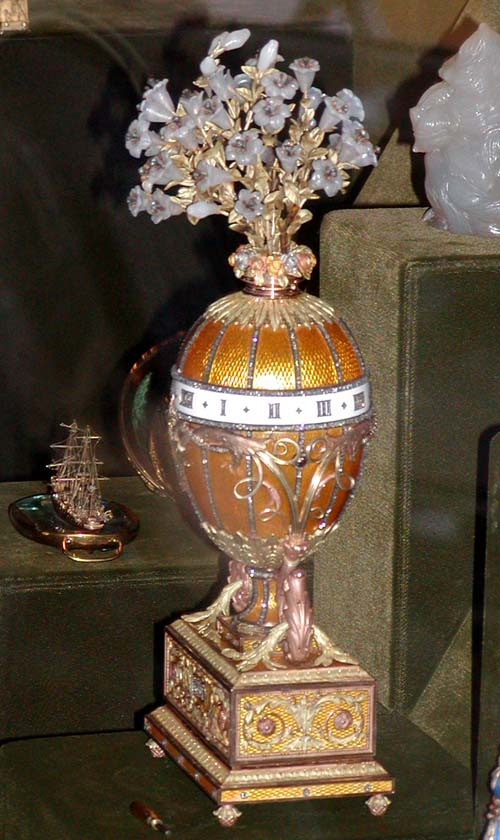
Букет из лилий или Мадонна Лили, Яйцо Фаберже
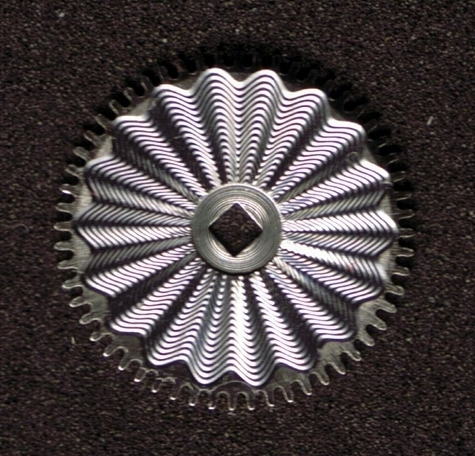
Солнечный гильоширный узор на часах
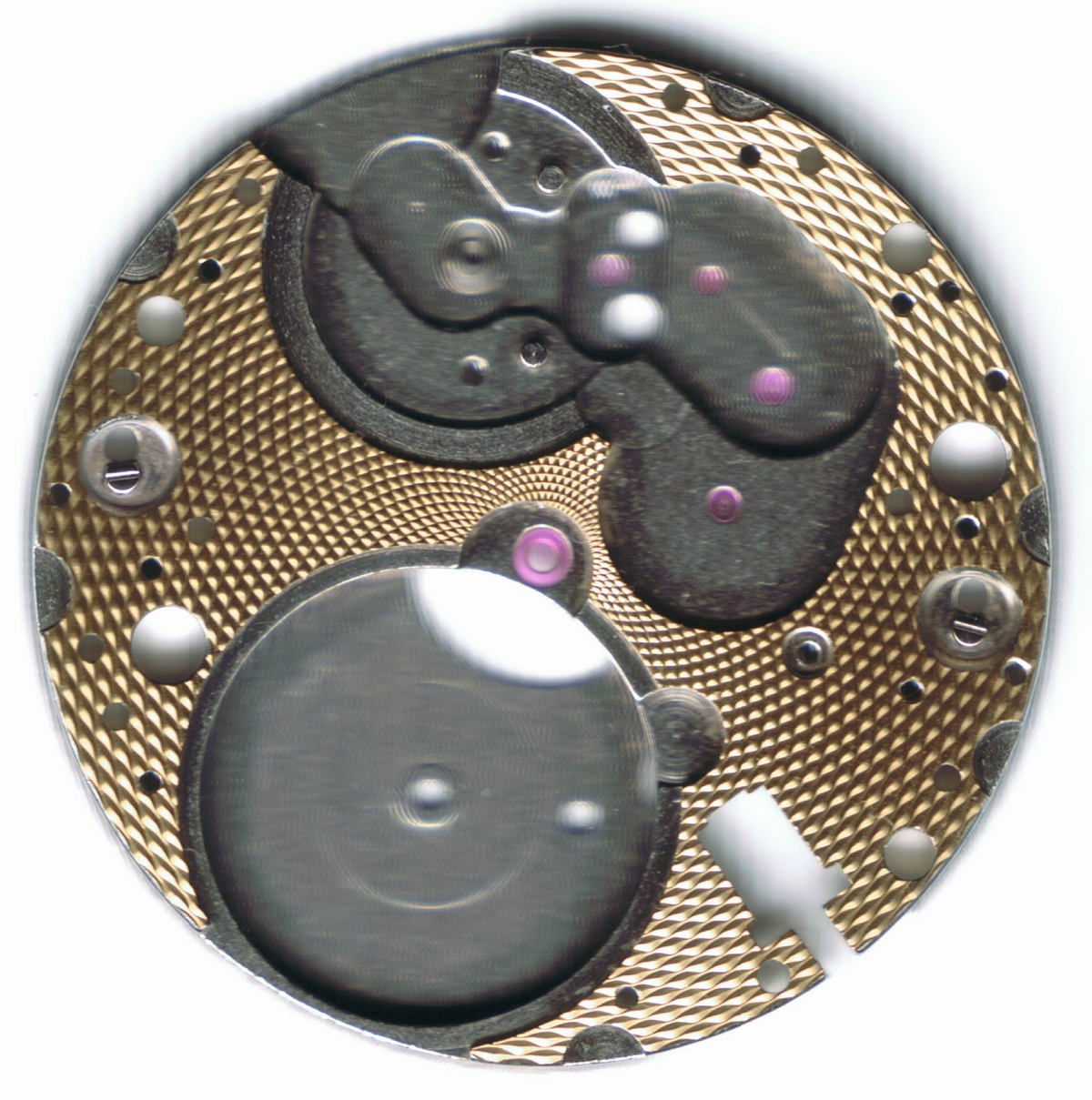
Ячмень, гильоширный узор на часах
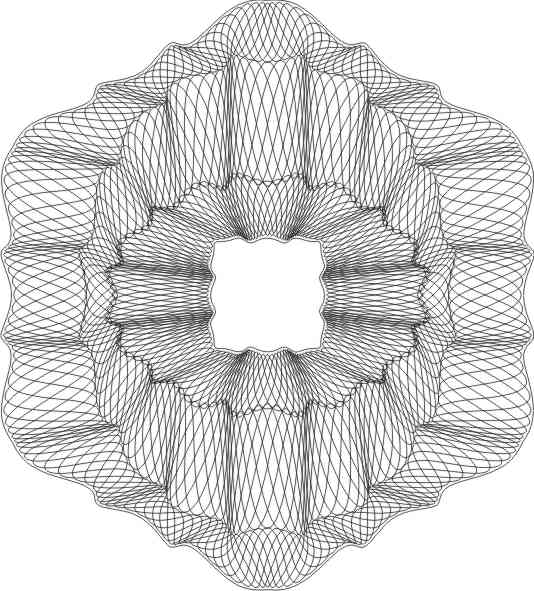
Гильош, узор на ценных бумагах